# Legio XXII Deiotariana
La Legio XXII Deiotariana (Vigesimosegunda legión «deyotariana») fue una legión romana, reclutada aproximadamente en el año 48 a. C. y deshecha durante la rebelión de Bar Kojba de 132–136. Su cognomen viene de Deyotaro, un rey celta, y su emblema se desconoce pero pudo ser un símbolo gálata.

## Historia

### Origen
La legión fue reclutada por Deyotaro, rey de la tribu celta de los tolistobogios, quienes vivían en Galacia, moderna Turquía. Deyotaro se convirtió en aliado del general romano Pompeyo en el 63 a. C., quien le nombró rey de todas las tribus celtas de Asia menor, que eran colectivamente conocidos como gálatas, de ahí que la región tomara el nombre de Galacia. Deyotaro reunió un ejército y lo entrenó con ayuda romana; el ejército, en el 48 a. C., estaba compuesto por doce mil hombres de infantería y dos mil de caballería. Cicerón escribe que el ejército se dividió en treinta cohortes, que equivalía aproximadamente a tres legiones romanas de la época. Este ejército apoyó a los romanos en sus guerras contra el rey Mitrídates VI del Ponto, y contribuyó a la victoria romana en la tercera guerra mitridática.
Después de una grave derrota contra el rey Farnaces II del Ponto cerca de Nicópolis, los soldados supervivientes del ejército de Deyotaro formaron una sola legión, que marchó junto a Julio César durante su victoriosa campaña contra el Ponto, y luchó a su lado en la batalla de Zela (47 a. C.).

### Primera época (antes de Cristo)
Cuando el Imperio romano integró el reino gálata, esta legión, que había sido entrenada por los romanos y luchado bajo comandantes romanos, se convirtió en parte del ejército romano; como Augusto ya tenía veintiún legiones, la legión recibió el número XXII. Augusto la envió a acampar a Nicópolis (cerca de Alejandría, en Egipto) junto con la III Cyrenaica. Ambas legiones tenían el cometido de guardar la provincia egipcia de amenazas, tanto internas como exteriores, dada la naturaleza multiétnica de Alejandría.
En el 26 a. C., Elio Galo, praefectus Aegypti (prefecto de Egipto), dirigió una campaña contra los reinos nubios y otra para encontrar la Arabia Felix (Yemen). La campaña fue rápidamente detenida (25 a. C.) debido a las grandes pérdidas de tropas (romanos, hebreos y nabateos), debido al hambre y a la enfermedad. Las pérdidas no se recuperaron, así que en el año 23 a. C. los nubios, dirigidos por la reina Kandake Amanirenas, tomó la iniciativa y atacaron a los romanos dirigiéndose a Elefantina. El nuevo prefecto de Egipto, Petronio, obtuvo refuerzos, y después de bloquear a los nubios, marchó río Nilo arriba hasta la capital nubia de Napata, que fue saqueada en el año 22 a. C. Es muy probable que la XXII luchara en estas guerras.
Después de estas acciones, el frente nubio permaneció tranquilo durante mucho tiempo, de manera que las legiones pudieron emplearse de otra forma. Los legionarios se usaban no sólo como soldados, sino también como trabajadores, algunos de ellos fueron enviados a las minas de granito de Mons Claudianus. Otros legionarios fueron enviados al más profundo sur de la provincia de Egipto, y garabatearon sus nombres en las piedras de los colosos de Memnón.

### Historia posterior
Bajo Nerón, los romanos lucharon en una campaña (55–63) contra el Imperio parto, que había invadido el reino de Armenia, aliado de Roma. Tras ganar (60) y perder (62) Armenia, los romanos enviaron la XV Apollinaris desde Panonia a Gneo Domicio Corbulón, legado de Siria. Corbulón, con las legiones XV Apollinaris, III Gallica, V Macedonica, X Fretensis y XXII, forzó a Vologases I a una paz de compromiso en 63, mientras su hermano Tiridates se convertía en rey de Armenia como cliente de Roma.
En 66, los judíos celotes asesinaron a los romanos de la guarnición de Jerusalén. Después de la ignominiosa derrota del legado de Siria Cayo Cestio Galo cuando avanzó con la Legio XII Fulminata contra Jerusalén, Tito Flavio Vespasiano entró en Judea en 67 con las legiones V Macedonica, X Fretensis, XV Apollinaris, una vexillatio de mil legionarios de la XXII y quince mil soldados de los aliados orientales. Al mando de dicho ejército comenzó a estrechar el cerco sobre Jerusalén en 69, pero la ciudad no fue tomada hasta 70 por su hijo Tito, ya que durante el «año de los cuatro emperadores» Vespasiano se trasladó a Italia para hacerse con el trono imperial tras la rebelión de Galba y la muerte de Nerón. La XXII se puso del lado de Flavio Vespasiano, quien al final se coronó emperador. 
Ya con Trajano, la XXII fue conocida oficialmente como Deiotariana, incluso aunque tal nombre ya lo tuviera de forma extraoficial desde la época de Claudio. El último documento de la XXII Deiotariana es de 119. 
En 145, cuando se hizo una lista de todas las legiones existentes, no se incluía a la XXII Deiotariana. Es posible que la XXII Deiotariana sufriera graves pérdidas durante la rebelión religiosa de Simón bar Kojba. «La desaparición de la Legio XXII Deiotariana en relación con la revuelta de Bar Kojba es insegura y no se acepta de manera unánime como un hecho».